# Boxning vid europeiska spelen 2019
Boxning vid europeiska spelen 2019 avgjordes mellan 21 och 30 juni 2019. Under tävlingarna delades det ut medaljer i 15 stycken grenar. 317 idrottare från 44 nationer deltog i tävlingarna.
Tävlingarna räknades också som officiellt EM i boxning 2019.

## Medaljsummering
Damer
| Gren       | Guld                     | Silver                    | Brons                     |
| Flugvikt   | Buse Çakıroğlu (TUR)     | Svetlana Solujanova (RUS) | Sandra Drabik (POL)       |
| Flugvikt   | Buse Çakıroğlu (TUR)     | Svetlana Solujanova (RUS) | Gabriela Dimitrova (BUL)  |
| Fjädervikt | Stanimira Petrova (BUL)  | Michaela Walsh (IRL)      | Jemyma Betrian (NED)      |
| Fjädervikt | Stanimira Petrova (BUL)  | Michaela Walsh (IRL)      | Darja Abramova (RUS)      |
| Lättvikt   | Mira Potkonen (FIN)      | Kellie Harrington (IRL)   | Anastasia Beljakova (RUS) |
| Lättvikt   | Mira Potkonen (FIN)      | Kellie Harrington (IRL)   | Agnes Alexiusson (SWE)    |
| Weltervikt | Karolina Koszewska (POL) | Assunta Canfora (ITA)     | Grainne Walsh (IRL)       |
| Weltervikt | Karolina Koszewska (POL) | Assunta Canfora (ITA)     | Nadine Apetz (GER)        |
| Mellanvikt | Lauren Price (GBR)       | Nouchka Fontijn (NED)     | Darima Sandakova (RUS)    |
| Mellanvikt | Lauren Price (GBR)       | Nouchka Fontijn (NED)     | Elżbieta Wójcik (POL)     |

Herrar
| Gren            | Guld                         | Silver                      | Brons                   |
| Lätt flugvikt   | Artur Hovhannisjan (ARM)     | Sachil Alachverdovi (GEO)   | Regan Daly (IRL)        |
| Lätt flugvikt   | Artur Hovhannisjan (ARM)     | Sachil Alachverdovi (GEO)   | Federico Serra (ITA)    |
| Flugvikt        | Gabriel Escobar (ESP)        | Daniel Asenov (BUL)         | Manuel Cappai (ITA)     |
| Flugvikt        | Gabriel Escobar (ESP)        | Daniel Asenov (BUL)         | Galal Yafai (GBR)       |
| Bantamvikt      | Kurt Walker (IRL)            | Mykola Butsenko (UKR)       | Peter McGrail (GBR)     |
| Bantamvikt      | Kurt Walker (IRL)            | Mykola Butsenko (UKR)       | Sharafa Raman (GER)     |
| Lättvikt        | Dzmitrij Asanaŭ (BLR)        | Gabil Mamedov (RUS)         | Karen Tonakanjan (ARM)  |
| Lättvikt        | Dzmitrij Asanaŭ (BLR)        | Gabil Mamedov (RUS)         | Otar Eranosjan (GEO)    |
| Lätt weltervikt | Hovhannes Batsjkov (ARM)     | Sofiane Oumiha (FRA)        | Enrico Lacruz (NED)     |
| Lätt weltervikt | Hovhannes Batsjkov (ARM)     | Sofiane Oumiha (FRA)        | Luke McCormack (GBR)    |
| Weltervikt      | Pat McCormack (GBR)          | Chariton Agrba (RUS)        | Lorenzo Sotomayor (AZE) |
| Weltervikt      | Pat McCormack (GBR)          | Chariton Agrba (RUS)        | Jevhen Barabanov (UKR)  |
| Mellanvikt      | Oleksandr Chyzjnjak (UKR)    | Salvatore Cavallaro (ITA)   | Andrej Csemez (SLO)     |
| Mellanvikt      | Oleksandr Chyzjnjak (UKR)    | Salvatore Cavallaro (ITA)   | Michael Nevin (IRL)     |
| Lätt tungvikt   | Loren Alfonso (AZE)          | Benjamin Whittaker (GBR)    | Simone Fiori (ITA)      |
| Lätt tungvikt   | Loren Alfonso (AZE)          | Benjamin Whittaker (GBR)    | Gor Nersesjan (ARM)     |
| Tungvikt        | Muslim Gadzjimagomedov (RUS) | Uladzislaŭ Smjahlikaŭ (BLR) | Toni Filipi (CRO)       |
| Tungvikt        | Muslim Gadzjimagomedov (RUS) | Uladzislaŭ Smjahlikaŭ (BLR) | Cheavon Clarke (GBR)    |
| Supertungvikt   | Viktor Vychryst (UKR)        | Mourad Aliev (FRA)          | Marko Milun (CRO)       |
| Supertungvikt   | Viktor Vychryst (UKR)        | Mourad Aliev (FRA)          | Nelvie Tiafack (GER)    |

## Medaljtabell
| Pl.    | Nation         | Guld | Silver | Brons | Totalt |
| ------ | -------------- | ---- | ------ | ----- | ------ |
| 1      | Storbritannien | 2    | 1      | 4     | 7      |
| 2      | Ukraina        | 2    | 1      | 1     | 4      |
| 3      | Armenien       | 2    | 0      | 2     | 4      |
| 4      | Ryssland       | 1    | 3      | 3     | 7      |
| 5      | Irland         | 1    | 2      | 3     | 6      |
| 6      | Bulgarien      | 1    | 1      | 1     | 3      |
| 7      | Vitryssland    | 1    | 1      | 0     | 2      |
| 8      | Polen          | 1    | 0      | 2     | 3      |
| 9      | Azerbajdzjan   | 1    | 0      | 1     | 2      |
| 10     | Finland        | 1    | 0      | 0     | 1      |
| 10     | Spanien        | 1    | 0      | 0     | 1      |
| 10     | Turkiet        | 1    | 0      | 0     | 1      |
| 13     | Italien        | 0    | 2      | 3     | 5      |
| 14     | Frankrike      | 0    | 2      | 0     | 2      |
| 15     | Nederländerna  | 0    | 1      | 2     | 3      |
| 16     | Georgien       | 0    | 1      | 1     | 2      |
| 17     | Tyskland       | 0    | 0      | 3     | 3      |
| 18     | Kroatien       | 0    | 0      | 2     | 2      |
| 19     | Slovakien      | 0    | 0      | 1     | 1      |
| 19     | Sverige        | 0    | 0      | 1     | 1      |
| Totalt | Totalt         | 15   | 15     | 30    | 60     |